# Lycosa coreana
Lycosa coreana là một loài nhện trong họ Lycosidae.
Loài này thuộc chi Lycosa. Lycosa coreana được Kap Yong Paik miêu tả năm 1994.